# バキュームカー
バキュームカー（和製英語：Vacuum car、英語：Vacuum truck）は、吸引機とタンクを装着した貨物自動車（トラック）かつ特種用途自動車であり、吸上車あるいは汲み取り車とも称される。

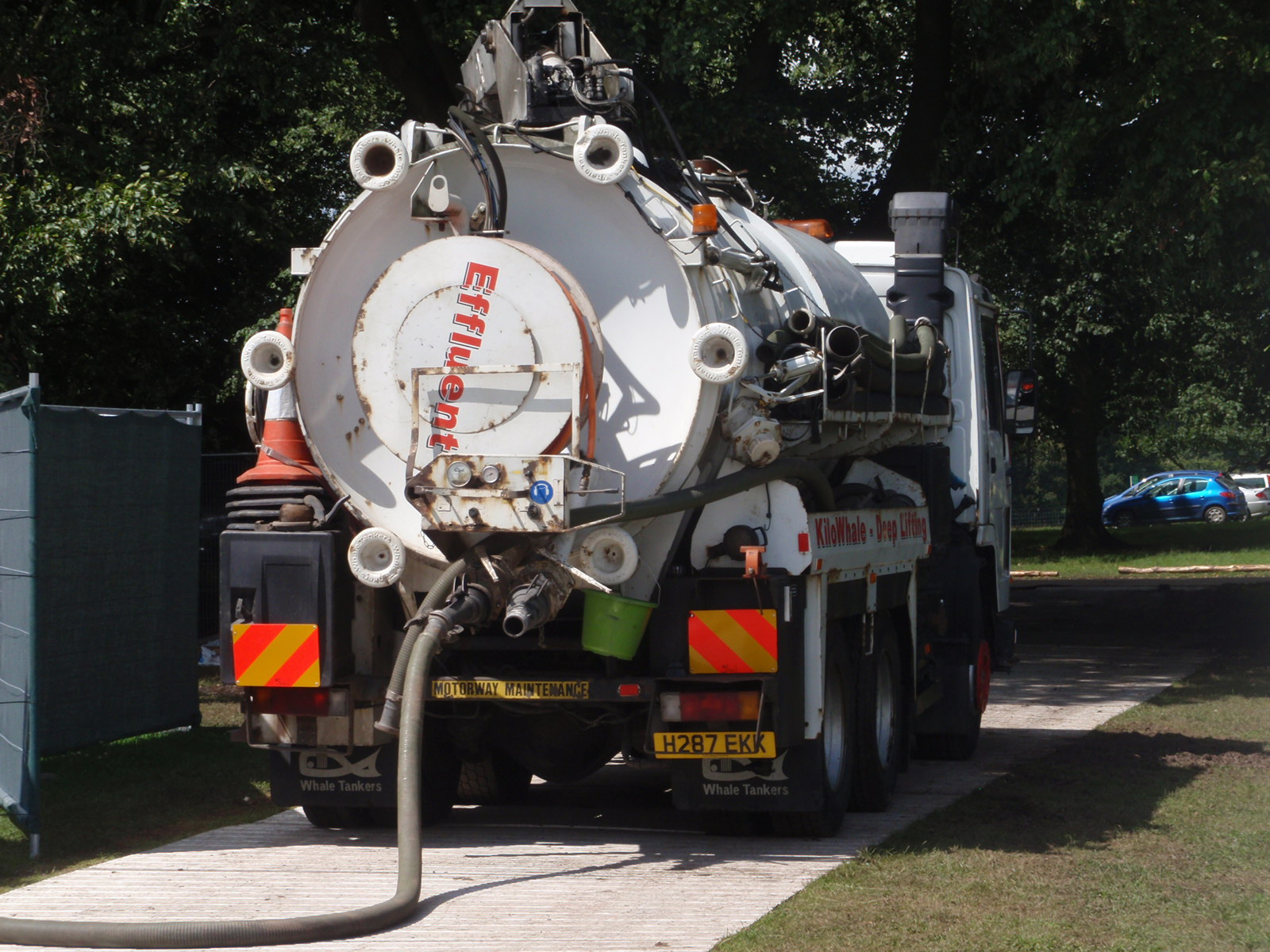
汲み取りを行っているイングランドのバキュームカー

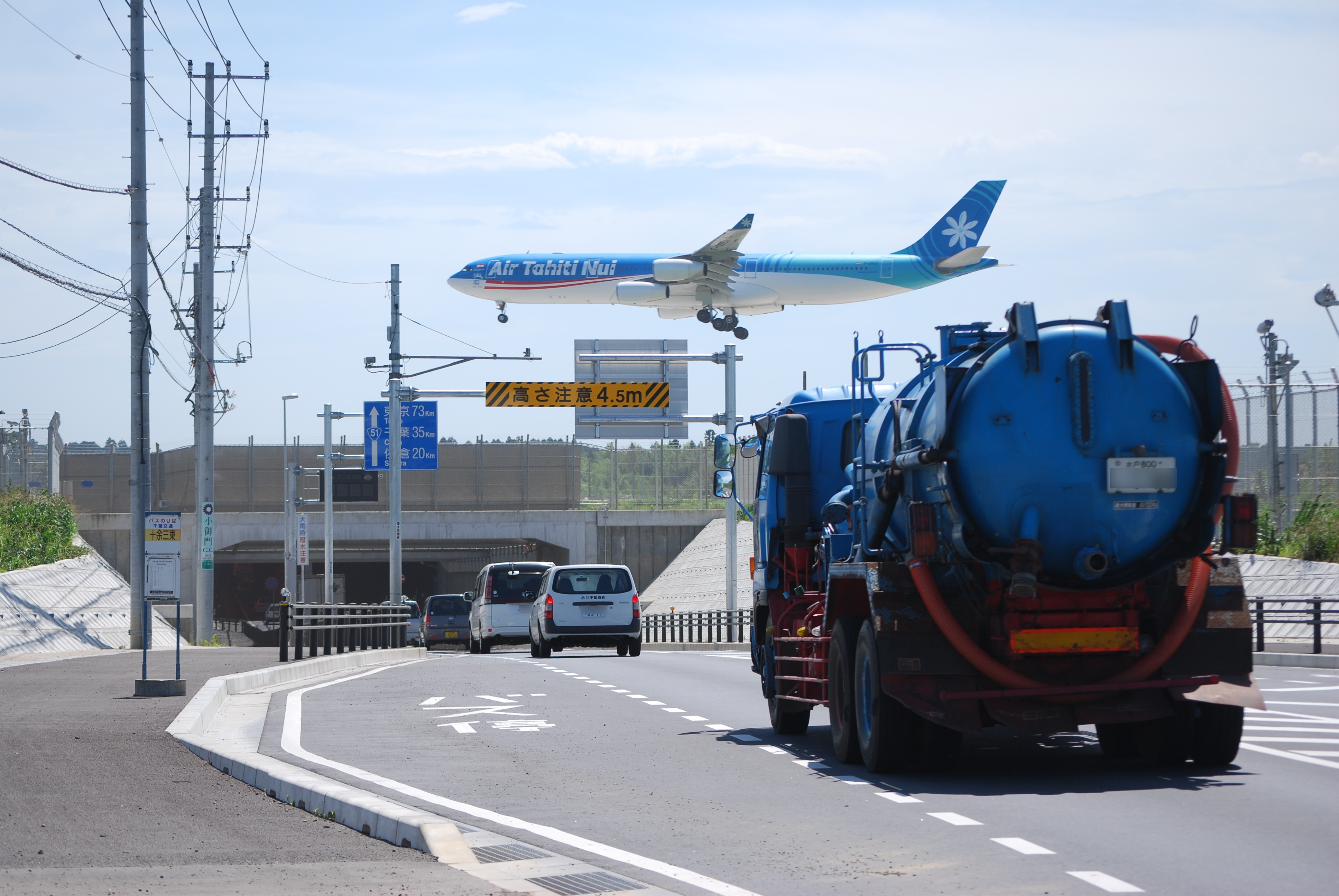
成田市内を走行する日本のバキュームカー

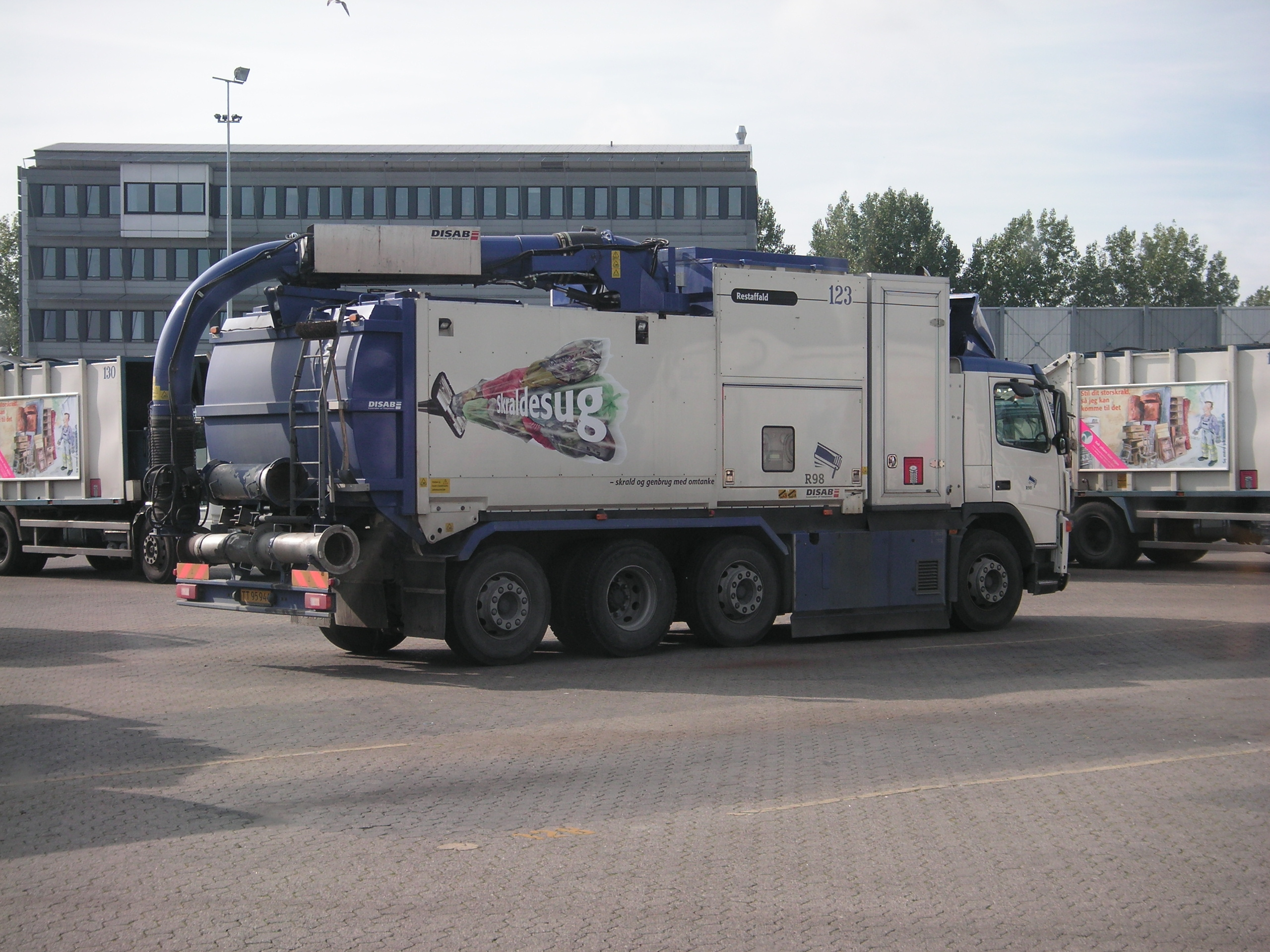
コペンハーゲン市内を走るバキュームカー

一般にバキュームカーという場合、屎尿収集運搬用の車両を指し、簡易水洗を含む汲み取り式便所や列車便所での糞尿、浄化槽に貯まった汚泥の収集を行う。汲み取り地域には中継タンクがあり、最終処理はし尿処理場で行われる。
バキュームカーは和製英語であり、日本固有の名称である。国土交通省の区分による呼称は糞尿車で、他に衛生車、糞尿収集車、屎尿収集車などとも呼ばれる。
同じ原理で液体を吸引・運搬する車両は、水害時や水道管破断時などにおける溢水・汚水回収や建設現場での泥水回収でも使われている。このような用途に使われる吸上車は、汚泥吸引車と呼ばれる。

## 車両の概要
- 特種用途自動車（いわゆる8ナンバー車）の一つ。
- 後部には「積載物品 糞尿」などと書かれてある。
- 汚物によるタンク部分の腐食が速く、一般的なトラックより寿命が短い。
- タンクやホースをアルミパネルで囲い、一見普通のパネルバントラックのような外観になっている車両[注 1]、装飾を一歩進めてただのアルミバンと同一でないスタイリッシュなデザインにしたバキュームカー[注 2]もある。
- 公共下水道の普及が進んだため、都市部ではバキュームカーはほとんど見られなくなっている。ただし都市部であっても、イベント会場や工事現場、災害避難所など、仮設便所が必要な箇所があることから、現在でも一定の需要は存在する。

## 歴史
糞尿汲み取り用のバキュームカーは1951年（昭和26年）、川崎市が全国に先駆けて開発・導入し、その後、衛生的であるとの理由で全国へ普及したとされている。当初はトラックの荷台にタンクを載せ、ホースを車体に巻きつける状況であったが、その後、電動のホース巻き取り装置が取り付けられるようになった。
主に汲み取り便所の汲み取りや浄化槽の汚泥引き出しに用いられるため、下水道の普及した地域ではあまり見られないが、建設現場などの仮設トイレの汲み取りなどで用いられることもある。
なお、1922年（大正11年）7月14日付の時事新報記事に以下の記述がある。
続いてその仕組みについて
と記されている。
実際にこれが使用されたかどうかは不詳だが、すでにこの時代に原型はあったと言える。
2010年代においても下水道普及率の低いアフリカでは、雨季に汲み取り式便所から溢れ出す汚物が伝染病を拡散させるリスクとなっている。都市によっては、民間や海外の援助プログラムによるバキュームカーを使用した汚物の撤去活動が行われている。

## 原理
吸上車の原理は名称の通り、掃除機のようにタンク内を負圧にし、大気圧とタンク内圧の差により、吸引ホースから液体（多少の固形物も可）をタンク内に吸い上げる。それゆえ、開発当初は「真空車」と呼ばれた。「バキュームカー」はそれを横文字に直した名称である。
真空ポンプへの配管は、タンク内の空気のみを吸い込むように、タンク上部に接続される。積載物を吸い込むためのホースは、タンク下部にバルブを介して装着される。真空ポンプはエンジンを動力とし、PTO出力で駆動される。
真空ポンプがタンク内の空気を吸引するとタンク内の圧力が低下し、この状態で吸引ホースのバルブを開くと、タンク内の圧力と大気圧との差により、ホース先端から液体を吸引する。
吸上車で使用するホースは、使用時に内部の圧力が低くなるため、外圧により潰れない構造のものでなければならない。そのため、金属のコイルが埋め込まれた構造のホースが使われている。
吸引車の特徴は、液体の吸引に際し、積載する液体そのものはポンプを通過しないことである。そのため、ホースとバルブを通るものであれば、多少の固形物や粘度の高い液体でも、ポンプを傷めることなくタンクに積載することができる。また配管の切り替え、あるいはポンプの逆転により、タンク内に空気を流入させれば、同じホースを使い、積載物を排出することができる。主に汚泥水や産業廃水などの流動体・粘性半流動体などを積載する汚泥吸引車の場合には、タンク後部が油圧装置により大きく開き、さらにタンク全体がダンプする構造になっており、ホースを使わず、一気に積載物を排出できるようになっている。
また、揚程やホースの長さ、吸引物により汚泥吸引車では吸引が困難な場合には、強力吸引車（ブロアポンプ車）を用いることもある。
汚泥吸引車と強力吸引車（ブロアポンプ車）は混同されることがあるが、汚泥吸引車およびバキュームカーはタンク内を減圧し大気圧との差異で吸引するのに対し、強力吸引車（ブロアポンプ車）は掃除機のように空気の流れを利用して吸引するため、汚泥吸引車とは機構が異なるものである。
屎尿用のバキュームカーは、タンク内の空気を強制的に排出して吸引を行うという構造のため、屎尿吸引時にひどい悪臭が漂うという問題があった。この問題を解決するため、現在のバキュームカーは脱臭器を備えている。脱臭器は、脱臭液を利用するものや排気を燃焼させるもの等、様々である。
タンク内からの排気に含まれる悪臭は、脱臭装置を通ることによって、脱臭液や燃焼の効果により、現在は吸引中でも悪臭が漂うことはほとんどない。また、真空ポンプの潤滑油に香水の原理を応用して悪臭を甘い香りに変えるものも発売されているが、真空ポンプが水封式などで潤滑油を要しない場合には使用できない。

## 英訳
前述のとおり「バキュームカー」は和製英語であり、欧米では通じない。和英辞典にはhoney wagon（空港にて旅客機から糞尿汲み取りを行う車両のことを意味する）の訳語が掲載されていることもあるが、もっと一般的に “septic truck” または “vacuum truck” と呼ばれる。バキュームカーの性能からnight-soil truck equipped with a vacuum hoseという説明的な訳を付ける例も存在する。
なお、アメリカには Car Portable Vacuum Cleaner という製品は存在する。これはその名の通り、乗用車内清掃用のコンパクトサイズの掃除機である。

## 逸話
- 都市伝説の一つとして、ヤクザ同士の抗争やみかじめ料支払い拒否に対する嫌がらせとして、飲食店や風俗店の店内にバキュームカーの内容物を逆噴射させるという話がある。ヤクザとは関係がないが、ソープランドでの接客に対する腹いせとしてバキュームカーで汚物を店内に噴射した事件は実際に発生しており、泉麻人の『B級ニュース図鑑』（新潮文庫、1990年）にも新聞記事の引用つきで掲載されている。なお、この事件で使用されたバキュームカーはタンクが空の盗難車で、わざわざ汚物を充填した上で犯行に及んだものであった。タレントの伊集院光は、ラジオでこの事件を「夢の光景」と評した。アメリカのプロレス団体WWEにも、レスラーの一人が抗争相手にバキュームカーの内容物を逆噴射するというセグメントがあったほか、北条司の漫画『シティーハンター』にも、宝石店にバキュームカーで汚物を撒き散らし、用意していた豚にそれを宝石ごと食べさせるというエピソードがある。
- 成田空港問題に関連して、中核派が工事事業者の事務所にバキュームカーから汚物を流し込むという事件を起こしている。（→成田用水工事事業者連続放火事件）
- 京阪電気鉄道では、1990年代後半まで大阪市内に所在する地下駅（天満橋駅など）のトイレの汲取りを、月に2回程度、バキュームカーを用いて実施していた（実際はトイレの洗浄液を汲み取っており、屎尿は下水道へ流していた）。そのため、終電間際に寝屋川車庫発、始発列車前に寝屋川車庫行で電動貨車にバキュームカーを積載して走行する姿が見られた。
- 2004年（平成16年）に発生したインドネシアスマトラ島沖地震の際の支援物資として、日本政府はスリランカに対して横浜市が所有していた9台の中古バキュームカーを供与している。
- プロ野球では、2010年（平成22年）パ・リーグ優勝チームの福岡ソフトバンクホークスが、優勝決定日の9月26日に行われた対東北楽天ゴールデンイーグルス戦（ナイター、クリネックススタジアム宮城）終了後の優勝祝賀会におけるビールかけについて、仙台市の条例でアルコールを下水道に流せないことから、バキュームカーを用意した（スポーツニッポンの取材より）[5]。2013年（平成25年）には、日本シリーズでホームの東北楽天ゴールデンイーグルスが優勝を果たした際の祝勝会においても同様の措置が取られた[6]。
- 2011年（平成23年）1月26日、中華人民共和国広東省広州市海珠区において、バキュームカーのホースが爆発する事件が発生。現場では汚物が近くの民家にまで飛び散り、「汚物の川」が流れ、天まで立ち上る臭気が漂ったという。なお、バキュームカーの運転手は屎尿を盗もうとしており、ホースが爆発した後は汚物を撒き散らしながら逃走した[7]。
- 2014年（平成26年）12月26日、中華人民共和国広西チワン族自治区河池市の商店街で、満載状態だったバキュームカーが爆発する事故が発生。この爆発による直接の死傷者こそ出なかったものの、昼食時の市街地に大量の汚物が飛び散り、その場にたまたま居合わせた人たちに直接降りかかる事態となった[8]。至近距離にいて糞尿を浴びた通行人は、「ほとんど防御の余地がなかった」「私は体を48回も洗った」とコメントした。
- テレビドラマ『キイハンター』の第199話「ヨーイ・ドン！日米ボウリング大作戦」では、ボウリングの試合でピンデッキの奥からバキュームカーのホースを近づけ、そこから吸引させることで全てのピンを倒してストライクにしてしまう作戦に使われた。
- 映画『トラック野郎・爆走一番星』（1975年、東映）には、デコトラ風に装飾されたバキュームカー「雲龍丸」が登場する。この車両はバンダイによって模型化された。
- テレビアニメ『ルパン三世』の第16話「宝石横取り作戦」には、バキュームカーを使って宝石店から密輸宝石を盗み出すシーンがある。だが、このシーンでの通行人の「汚い」というセリフが職業差別発言に当たるとして取り沙汰された。結果的には、大衆心理から考えて正当な発言であると見做され、回収・抹消という事態は避けられたものの、レーザーディスクやDVDへの収録に際しては、事情についての解説テロップが流れるようにしている。

## 主なメーカー
- モリタエコノス（日本国内シェア約9割のバキュームカー製造者）
- 新明和工業（オイルフリーを実現した水封式真空ポンプ採用モデルあり）
  - 東邦車輛（新明和グループ、旧東急車輛特装（東急車輛製造系）。“「吸の東邦」（東急車輛時代は「吸の東急」）の異名を持つ”と自称。シキボウとの共同開発による香水の原理[注 3]を応用した真空ポンプ用潤滑油も販売[4][注 4][注 5]）
- 兼松エンジニアリング（比較的大型のものを中心としている）